# Liste der Monuments historiques in Lamarque (Gironde)
Die Liste der Monuments historiques in Lamarque (Gironde) führt die Monuments historiques in der französischen Gemeinde Lamarque auf.

## Liste der Objekte
| Bezeichnung                              | Beschreibung                             | Standort                       | Kennzeichnung | Schutzstatus | Datum | Bild |
| ---------------------------------------- | ---------------------------------------- | ------------------------------ | ------------- | ------------ | ----- | ---- |
| Kanzel                                   | Holz und Marmor, 19. Jahrhundert         | in der Kirche St-Seurin (Lage) | PM33001319    | Inscrit      | 1978  |      |
| Hauptaltar                               | Marmor, 19. Jahrhundert                  | in der Kirche St-Seurin (Lage) | PM33001323    | Inscrit      | 1978  |      |
| Weihwasserbecken                         | Marmor, 18. Jahrhundert                  | in der Kirche St-Seurin (Lage) | PM33001321    | Inscrit      | 1978  |      |
| Skulptur Madonna mit Kind                | Holz, vergoldet, 19. Jahrhundert         | in der Kirche St-Seurin (Lage) | PM33001318    | Inscrit      | 1978  |      |
| Skulptur Madonna mit Kind                | Holz, polychrom gefasst, 18. Jahrhundert | in der Kirche St-Seurin (Lage) | PM33001320    | Inscrit      | 1978  |      |
| Beichtstuhl                              | Holz, 19. Jahrhundert                    | in der Kirche St-Seurin (Lage) | PM33001324    | Inscrit      | 1978  |      |
| Ölgemälde mit dem Porträt eines Pfarrers | 19. Jahrhundert                          | in der Kirche St-Seurin (Lage) | PM33001322    | Inscrit      | 1978  |      |